# Arthur Studenroth
Arthur Studenroth (Pensilvania, Estados Unidos, 9 de octubre de 1899-Albany, 14 de marzo de 1992) fue un atleta estadounidense, especialista en la prueba de campo a través por equipo en la que llegó a ser subcampeón olímpico en 1924.

## Carrera deportiva
En los JJ. OO. de París 1924 ganó la medalla de plata en campo a través por equipo, consiguiendo 14 puntos, tras Finlandia (oro) y por delante de Francia (bronce), siendo sus compañeros de equipo: Earl Johnson y August Fager.